# Караван — Омиш
„Караван — Омиш” је југословенски документарни ТВ филм из 1971. године. Режирао га је Миладин Тешић који је написао и сценарио.